# 마힌다 3세
마힌다 3세(Mahinda III, 784년 ~ 816년)는 9세기 시대 아누라다푸라 왕국의 람바카나 제2왕조 제9대 군주였다.

## 같이 보기
- 스리랑카의 역사